# Адыгэ псалъэ
«Адыгэ псалъэ» (с кабард.-черк. — «Адыгское слово») — общественно-политическая газета на кабардинском языке, издающаяся в Кабардино-Балкарии. Газета освещает общественно-политические события, происходящие в республике, а также публикует материалы по истории и культуре кабардинцев.
Газета выходит 3 раза в неделю в формате А2. Тираж — 1471 экземпляров. Учредителями газеты являются парламент и правительство Кабардино-Балкарии.

## История
Предшественником считается русскоязычная газета «Красная Кабарда», созданная в 1921 году. С 1924 года она выходила под названием «Карахалк» на русском, кабардинском и балкарском языках, а в 1931 году была разделена на три издания — русскоязычное «Ленинский путь» (сейчас «Кабардино-Балкарская правда»), кабардиноязычное «Ленин гъуэгу» и балкароязычное «Ленинчи жол» (сейчас «Заман»).
В 1934 году кабардиноязычное издание получило название «Социалистическэ Къэбэрдей-Балъкъэр» (с кабард.-черк. — «Социалистическая Кабардино-Балкария»), в 1942 году — «Советскэ Къэбэрдей-Балъкъэрым папщӏэ» (с кабард.-черк. — «За Советскую Кабардино-Балкарию»).
В 1944 году в связи с депортацией балкарцев и преобразованием Кабардино-Балкарской АССР в Кабардинскую АССР газета была переименована в «Къэбэрдей пэж». В 1957 году, после обратного преобразования в Кабардино-Балкарскую АССР, была вновь переименована в «Ленин гъуэгу».
С 1992 года называется «Адыгэ псалъэ» (с кабард.-черк. — «Адыгское слово»).

## Главные редакторы
- 1982—1997: Борис Бесланович Мазихов[3]
- 1997—2021: Мухамед Мусабиевич Хафицэ[4]
- 2021—н. в.: Заурбек Шалауатович Жилясов[5]